# 1917年全米選手権 (テニス)
1917年 全米選手権（1917ねんぜんべいせんしゅけん）に関する記事。

## 大会の流れ
- 1881年から1967年まで、全米選手権は各部門が個別の名称を持ち、大会会場も別々のテニスクラブで開かれた。これが他の3つのテニス4大大会と大きく異なる点である。
  - 男子シングルス　名称：全米シングルス選手権（U.S. National Singles Championship）／会場：ニューヨーク市クイーンズ区フォレストヒルズ、ウエストサイド・テニスクラブ　（会場移転、1915年-1920年）
  - 男子ダブルス　名称：全米ダブルス選手権（U.S. National Doubles Championship）／会場：マサチューセッツ州ボストン市、ロングウッド・クリケット・クラブ　（1917年-1933年まで）
  - 女子シングルス　名称：全米女子シングルス選手権（U.S. Women's National Singles Championship）／会場：ペンシルベニア州、フィラデルフィア・クリケット・クラブ　（女子部門競技はすべてこの会場、1887年-1920年まで）
  - 女子ダブルス　名称：全米女子ダブルス選手権（U.S. Women's National Doubles Championship）／会場：フィラデルフィア・クリケット・クラブ　（1889年-1920年まで）
  - 混合ダブルス　名称：全米混合ダブルス選手権（U.S. Mixed Doubles Championship）／会場：フィラデルフィア・クリケット・クラブ　（1892年-1920年まで）
- 優勝決定方式としての「チャレンジ・ラウンド」（Challenge Round, 挑戦者決定戦）と「オールカマーズ・ファイナル」（All-Comers Final）が、男子シングルスでは1912年に廃止された。女子シングルスでも、1917年はこの方式を実施せず、全選手が1回戦から出場した。1918年大会の終了後、本方式は全米選手権から撤廃されることになる。
  - 大会前年度優勝者を除く選手は「チャレンジ・ラウンド」に出場し、前年度優勝者への挑戦権を争う。前年度優勝者は、無条件で「オールカマーズ・ファイナル」に出場できる。チャレンジ・ラウンドの勝者と前年度優勝者による「オールカマーズ・ファイナル」で、当年度の選手権優勝者を決定した。
- 1914年夏に勃発した第1次世界大戦の影響で、他のテニス競技大会は開催中止となったが、全米選手権だけは戦時中も途切れることなく続行された。アメリカが第1次世界大戦に本格参戦したことから、1917年の全米選手権は赤十字社の資金集めのための“愛国的な”トーナメントとして位置づけられた。戦時中は多くの選手たちが軍務に就いたことから、通常の年に比べて出場選手数が少ない。
- 初期の全米選手権のように、外国人出場者が少なかった時期は、地元アメリカ人選手の国籍表示を省略する。

## 男子シングルス
準々決勝
- リンドレイ・マレー vs. クレイグ・ビドル　4-6, 6-1, 6-4, 4-6, 6-2
- ジョン・ストラッチャン vs. チャールズ・ガーランド　6-1, 2-6, 6-2, 6-3
- ナサニエル・ナイルズ vs. クラレンス・グリフィン　6-1, 6-3, 6-0
- リチャード・ウィリアムズ vs. ハロルド・スロックモートン　6-4, 6-3, 7-5

準決勝
- リンドレイ・マレー vs. ジョン・ストラッチャン　4-6, 6-3, 6-3, 6-1
- ナサニエル・ナイルズ vs. リチャード・ウィリアムズ　6-2, 4-6, 6-4, 6-3

決勝
- リンドレイ・マレー vs. ナサニエル・ナイルズ　5-7, 8-6, 6-3, 6-3

## 女子シングルス
準々決勝
- マリオン・ヴァンデルホーフ vs. スザンヌ・ホワイト　3-6, 6-2, 6-2
- エレオノラ・シアーズ vs.  ナッド・ダール夫人　6-2, 6-4
- モーラ・ビュルステット vs. フィリス・ウォルシュ　6-4, 6-1
- フローラ・ブラウン・ハーベイ vs. テレサ・ウッド　1-6, 6-4, 7-5

準決勝
- マリオン・ヴァンデルホーフ vs. エレオノラ・シアーズ　8-6, 6-3
- モーラ・ビュルステット vs. フローラ・ブラウン・ハーベイ　4-6, 6-0, 6-0

決勝
- モーラ・ビュルステット vs. マリオン・ヴァンデルホーフ　4-6, 6-0, 6-2　（本年度はチャレンジ・ラウンドとオールカマーズ・ファイナルの実施なし）

## 決勝戦の結果
- 男子シングルス：リンドレイ・マレー vs. ナサニエル・ナイルズ　5-7, 8-6, 6-3, 6-3
- 女子シングルス： モーラ・ビュルステット vs. マリオン・ヴァンデルホーフ　4-6, 6-0, 6-2
- 男子ダブルス：フレッド・アレクサンダー＆ハロルド・スロックモートン vs. ハリー・ジョンソン＆アービング・ライト　11-9, 6-4, 6-4
- 女子ダブルス： モーラ・ビュルステット＆エレオノラ・シアーズ vs. フィリス・ウォルシュ＆グレース・ルロイ　6-2, 6-4
- 混合ダブルス：アービング・ライト＆ モーラ・ビュルステット vs. ビル・チルデン＆フローレンス・バリン　10-12, 6-1, 6-3